# Hintertuxer Gletscher
Hintertuxer Gletscher is de commerciële naam voor een tweetal gletsjers, de Tuxer Ferner en de Riepenkees, gelegen bij het plaatsje Hintertux in de gemeente Tux in het Tuxertal, een zijdal van het bekende Zillertal in het district Schwaz. De gletsjers vormen het einde van het Tuxertal, een dal dat uitmondt in het bekende Zillertal en is onderdeel van de Tuxer Haupt Kamm van de Tuxer Alpen.
De hoogste berg van de Tuxer Haupt Kamm is de Olperer, met een hoogte van 3.476 meter boven de zeespiegel. De gletsjer kan bereikt worden per kabelbaan, met de drie funitels. Het hoogste punt waar men naartoe kan reizen per kabelbaan is 3.250 meter hoog, gelegen tussen de zuidelijke en de noordelijke, 3.288 meter hoge top van de Gefrorene Wand.
De gletsjer is het enige skigebied in Oostenrijk, en samen met het skigebied van Zermatt in de wereld, dat het hele jaar geschikt is om te skiën.

## Het ijs
Het ijs is op de zogenaamde gletsjerbodem tussen de Olperer en de Gefrorene Wand tot 120 meter dik en de gletsjer heeft een lengte van circa 4 kilometer. Elk jaar schuift de gletsjer circa 40 meter naar beneden. In totaal telt de gletsjer 190 miljoen kubieke meter ijs. Tussen het jaar 2003 en 2008 is de gletsjer op verschillende plekken meer dan 10 meter dunner geworden. Sinds enkele jaren worden gedurende de zomerperiode delen van de gletsjer met speciale zeilen afgedekt om het dunner worden van de gletsjer tegen te gaan. Tevens heeft men op die manier sneeuwreserves, zodat in de zomer en herfst nagenoeg altijd de afdaling naar de Gletscherbus 2 op 2660 meter hoogte mogelijk is.
Twee grote bezienswaardigheden op of bij de gletsjer zijn de Spannagelhöhle en het Natur Eis Palast. De Spannagelhöhle zijn het grootste grottensysteem van de Centrale Alpen. Het Natur Eis Palast is een gangenstelsel van ijs, gevormd door de natuur, dat toegankelijk is gemaakt voor het publiek.

## Zillertaler Gletscherbahnen GmbH & Co KG
De Zillertaler Gletscherbahnen zijn in 1964 opgericht met als doel om de gletsjers boven het dorp Hintertux te ontsluiten voor het toerisme en dan met name voor skiërs. Het bedrijf heeft zijn hoofdkantoor in Hintertux, bij het dalstation.
Sinds 1989 bezitten de Zillertaler Gletscherbahnen GmbH & Co KG het grootste deel van de aandelen van de Tiroler Zugspitzbahn en het skigebied van de Ehrwalder Almbahnen.
Ook opereert men op de skigebieden van de Rastkogel in Vorderlanersbach en de Finkenberger Almbahn te Finkenberg. Deze skigebieden maken samen met de Skigebieden Penken en Ahorn van de Mayrhofner Bergbahnen en het skigebied Eggalm (Eggalm Bahnen te Lanersbach) onderdeel uit van de Ski & Gletscherwelt Zillertal 3000.

## Hintertux-Gefrorene Wand
Om vanuit het dal op de Gefrorene Wand te komen, is er een liftketen opgebouwd. In het dal kan men instappen in de GletscherBus I, een 24-persoons Funitel en in de 8er Sommerberg, een 8-persoons gondelbaan. Deze brengt de passagiers in circa 5 minuten naar de 2100 meter hoge Sommerbergalm. Op deze alm zijn een drietal skiliften te vinden. Met de GletscherBus II, een 24-persoons Funitel, en de 4er Fernerhaus, een 4-persoons gondelbaan kan men van de Sommerbergalm naar het Tuxer Fernerhaus gaan, waar men een goed uitzicht heeft op de gletsjer. Het Tuxer Fernerhaus is feitelijk de poort tot de gletsjer. Vanaf dit middenstation kan men verder reizen naar het hoogste punt van het skigebied, de Gefrorene Wand op 3250 meter. Dit kan met de GletscherBus III of de 10 EUB Gefrorene Wand. De 10 EUB Gefrorene Wand is de nieuwste aanwinst van het gletsjerskigebied en is geopend in november 2011.

## Zomeropenstelling
De Hintertuxer Gletscher is het enige skigebied in Oostenrijk dat het gehele jaar door open is. Door middel van de Gletscherbus I, II en III en de overige liften wordt de wintersporter naar boven gebracht. Boven op de gletsjer is er in de zomer rond de 22 kilometer piste geopend, afhankelijk van de sneeuwcondities. Geskied kan er worden bij de Olpererliften en de Gefrorene Wandliften. Afhankelijk van de hoeveelheid sneeuw is het mogelijk om terug naar het Tuxer Fernerhaus af te dalen. Bij onvoldoende sneeuw is het echter alleen mogelijk om terug te gaan met de Gletscherbus III. Sinds de winter van 2009/2010 zijn er sneeuwkanonnen geplaatst langs de piste naar de Tuxer Fernerhaus, waardoor er grote sneeuwvoorraden aangemaakt kunnen worden voor in de zomer. Hierdoor beschikt men sinds 2010 over minimaal 22 kilometer pistes het hele jaar door. Het is hiermee het grootste skigebied dat 365 dagen per jaar open is.
De sleepliften openen om 8:15 uur, sluiten doen ze tijdens de zomer om 13.00 uur. De overige liften draaien verder tot 16.30 uur. In de winter draaien alle liften meestal boven op de berg tot 15:30 uur, de liften dichter bij het dal draaien tot ongeveer 16:00 uur.

## Uitbreiding capaciteit
De capaciteit van de liften is op de Hintertuxer Gletscher sterk uitgebreid. De eerste investering werd in 2011 afgerond en bestond uit de vervanging van de bestaande stoeltjeslift richting de Gefrorene Wand, de 2er Gefrorene Wand 3a. Deze lift werd vervangen door een 10e cabinebaan met stoelverwarming. Wel werd de lift een stuk naar links verschoven en eindigt deze hoger, zodat men gelijk op het gletsjerijs staat, vlak bij de sleepliften van de Gefrorene Wand. Eind 2015 is de nieuwe 6-persoons stoeltjeslift Lärmstange 2 geopend. Vanaf de winter 2012/2013 is de kunstmatige besneeuwing bijna tot 3250 meter hoogte gekomen: de hoogste besneeuwingsinstallatie die ter wereld is aangelegd.

## Zie ook

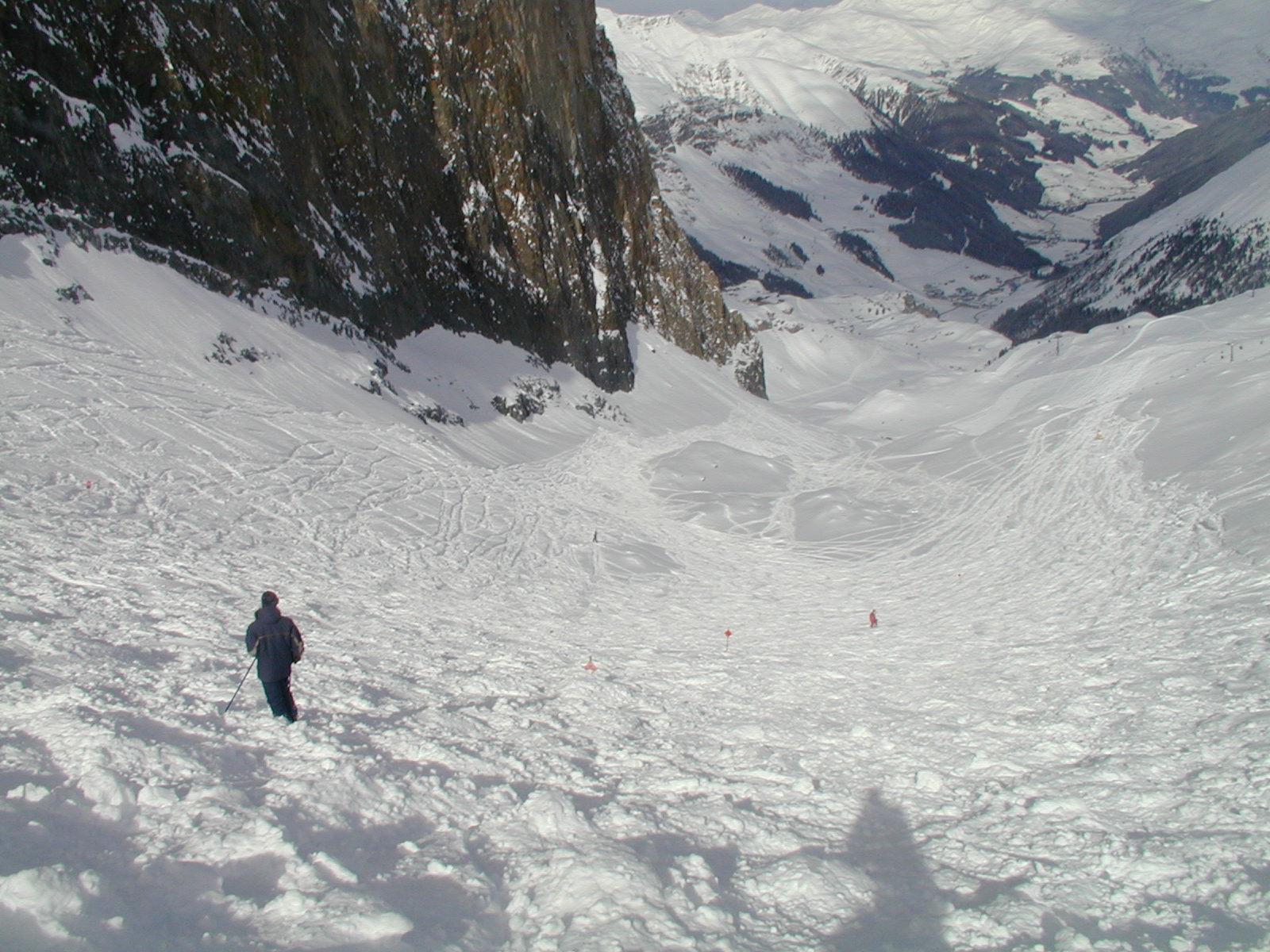
Hintertuxer Gletscher: beeld richting Hintertux, met zicht op de skiroute Lärmstange.
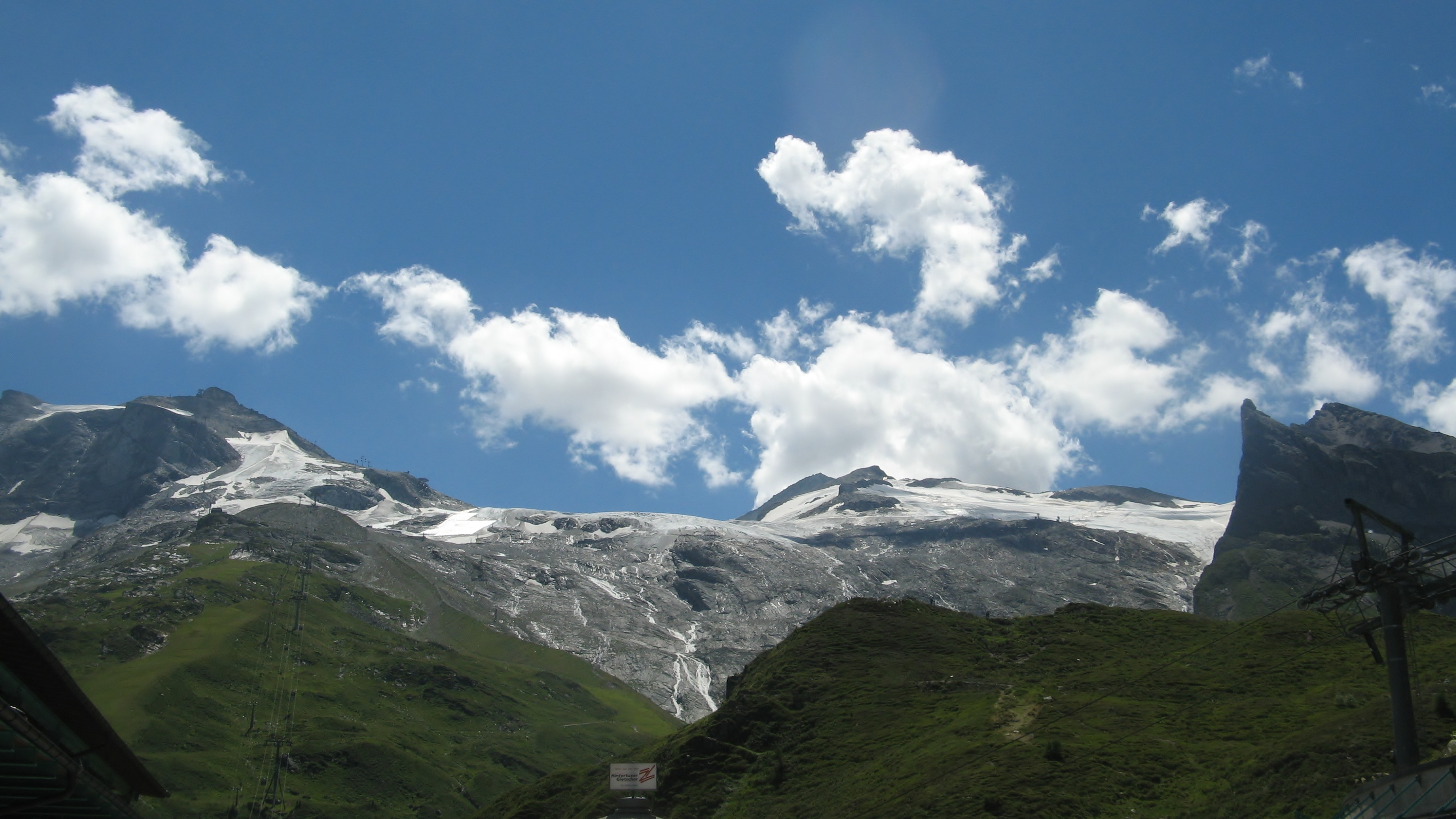
Hintertuxer Gletscher: beeld vanaf de Sommerberg naar de Tuxer Ferner.
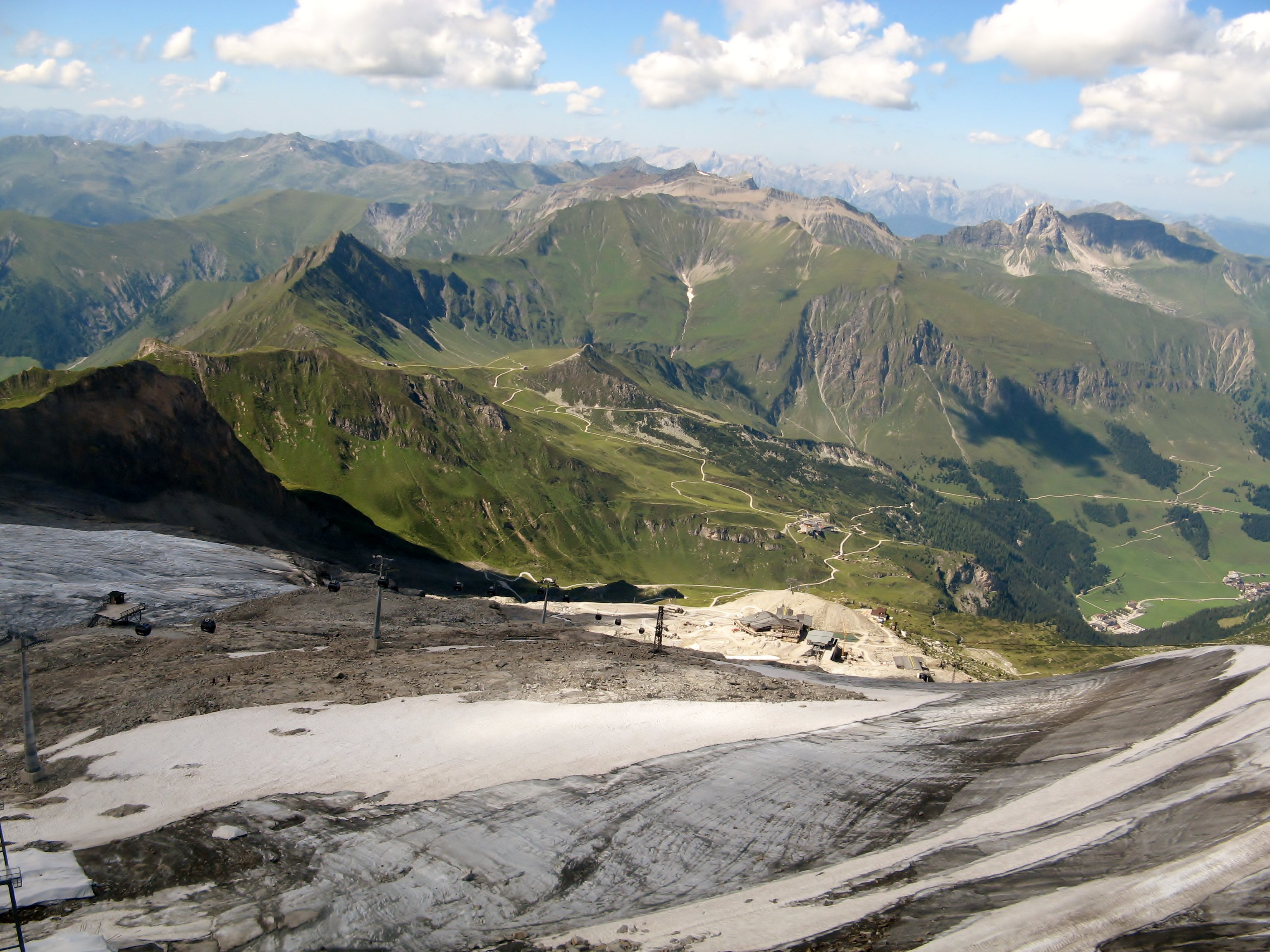
De Tuxer Ferner vanuit de stoelteslift Gefrorene Wand 3b.
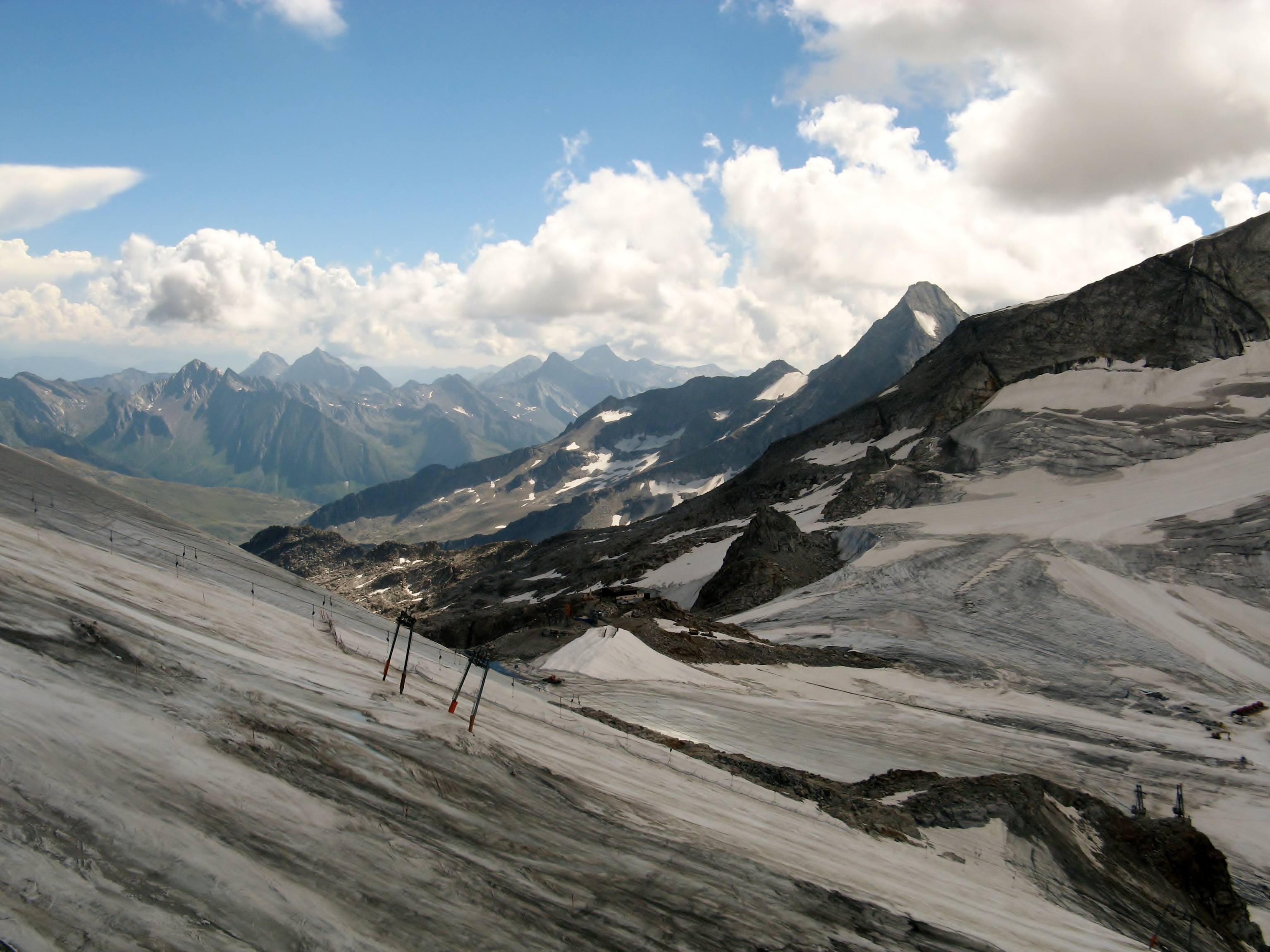
De Tuxer Ferner met de sleepliften op de Gefrorene Wand.
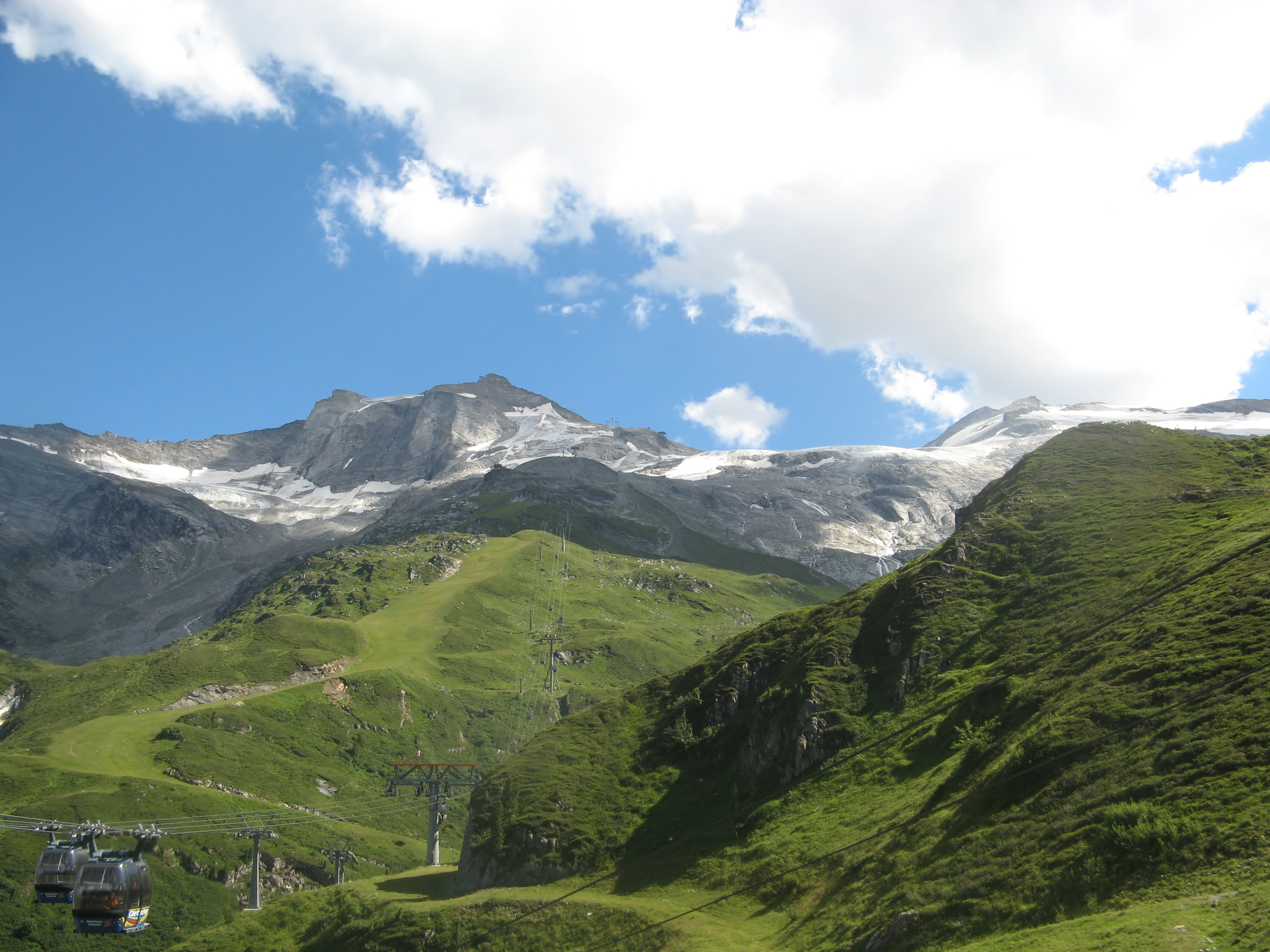
Een blik op de Gefrorene Wand vanaf de Sommerberg.
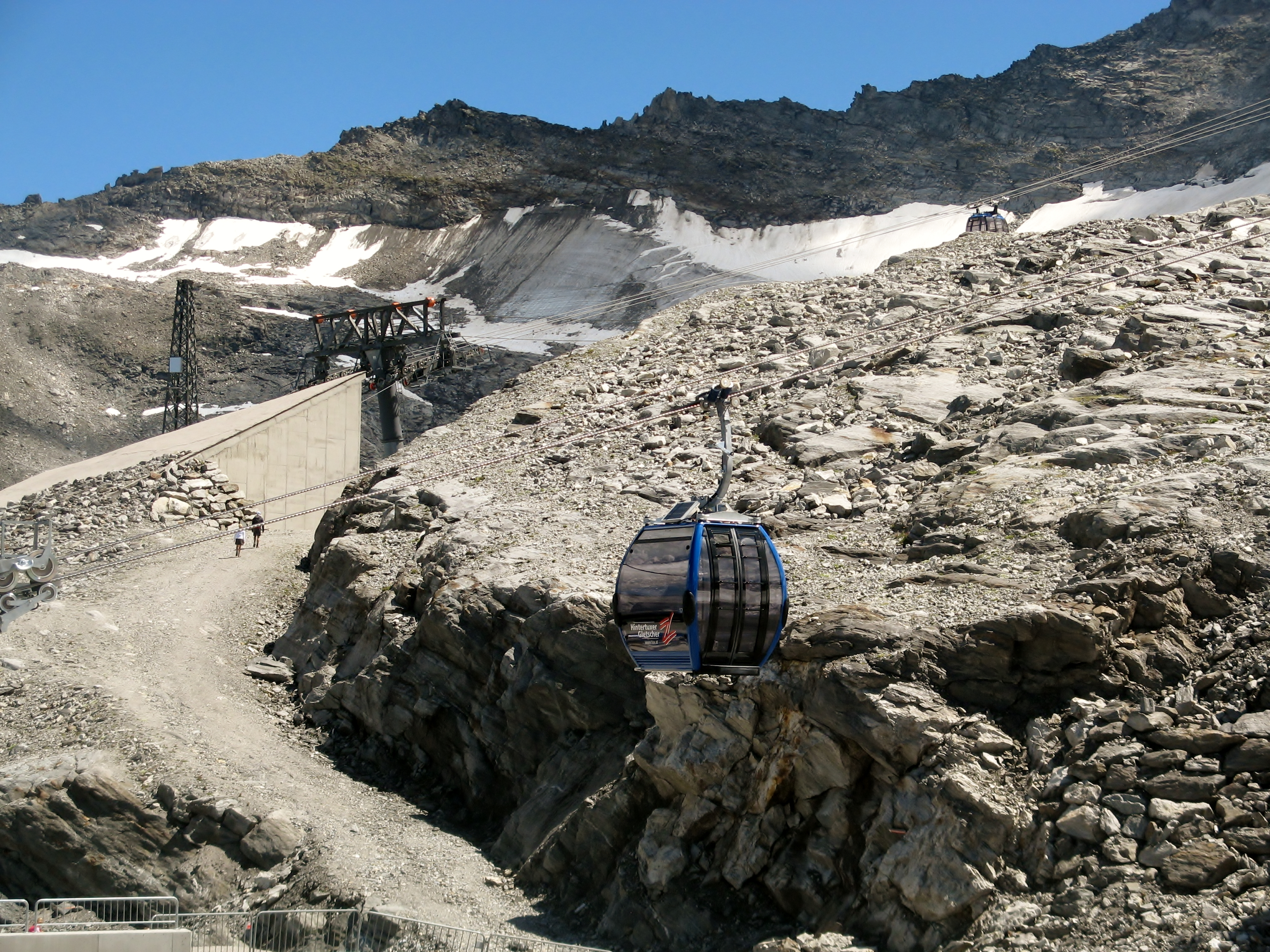
De 10er Gefrorene Wand Bahn, met de op de achtergrond de GletcherBus 3.
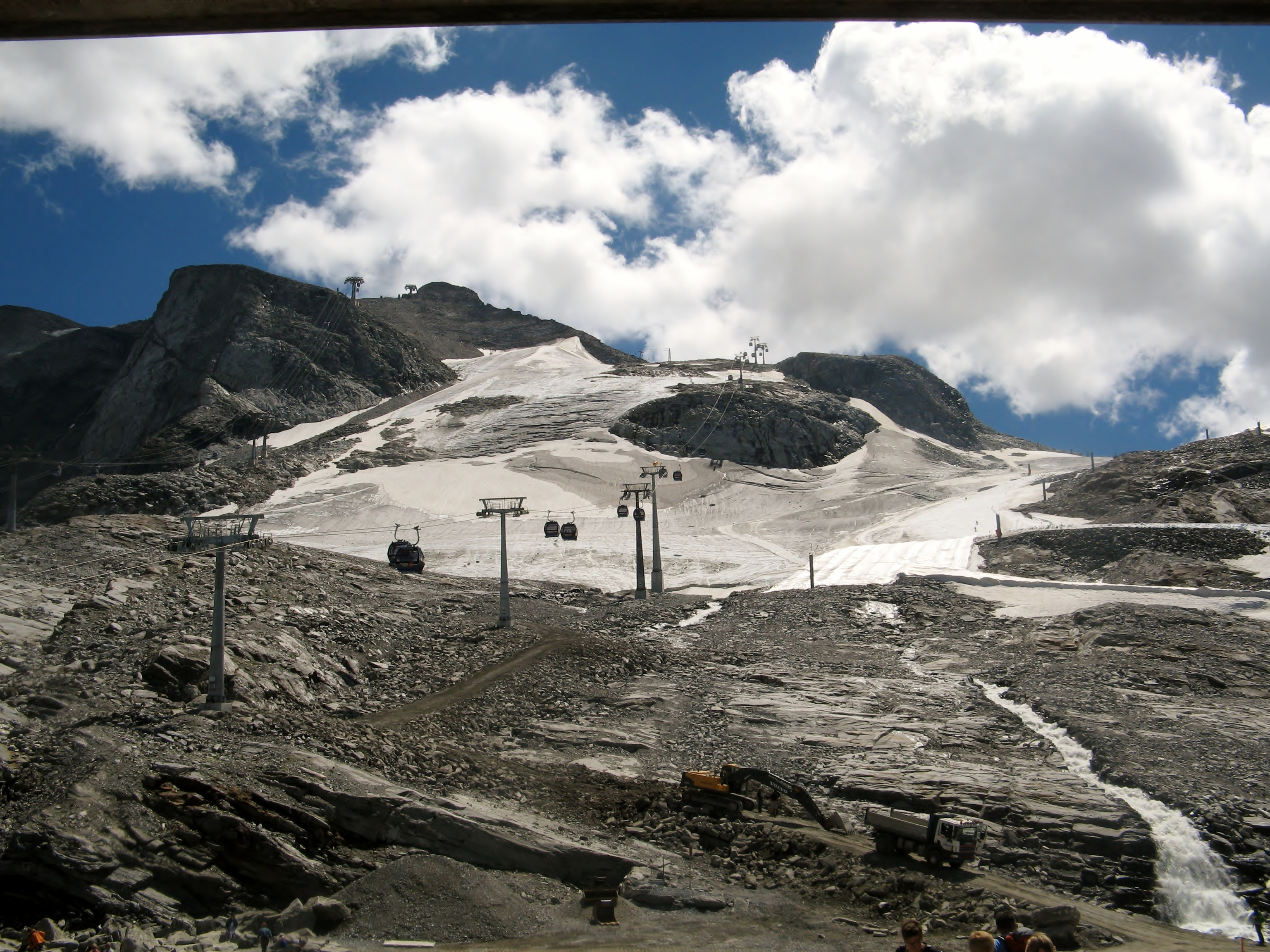
De Tuxer Ferner in 2012 bij het Tuxer Fernerhaus.